# Palaeocrocota ostrogovichi
Palaeocrocota ostrogovichi is een vlinder uit de familie spanners (Geometridae). De wetenschappelijke naam is voor het eerst geldig gepubliceerd in 1930 door Caradja.
De soort komt voor in Europa.